# Jean Clédat
Jean Clédat (* 7. Mai 1871 in Périgueux; † 29. Juli 1943 in Bouch) war französischer Ägyptologe und Koptologe.
Jean Clédat war seit 1900 Mitglied des Institut français d’archéologie orientale (IFAO) in Kairo. Er war an den Grabungen in koptischen und pharaonischen Stätten von Bawit, Dair Abu Hennis, Assuan (Simeonskloster), Asyut, Achmim, Sohag und bei Grabungen im Bereich Sues (etwa Tell al-Maschuta) beteiligt.

## Schriften
- Le monastère et la nécropole de Baouît (= Institut Français d’Archéologie Orientale du Caire. Mémoires. Band 12, ISSN 0257-411X). 3 Bände. Imprimerie de l’Institut Français d’Archéologie Orientale, Le Caire 1904–1999.